# Дивљи свет Русије
Дивљи свет Русије покрива територију која се протеже кроз 12 временских зона, од тундра на крајњем северу до Кавкаских планина и прерија на југу, укључујући шуме умерене климе које покривају 70% територије земље. Руске шуме чине 22% светских шума као и 33% свих шума умерене климе на свету.
Према подацима у Црвеној књизи Руске Федерације, од 1996. године под заштитом је било 266 врста сисара и 780 врста птица. Неке од угрожених биљних врста су сибирски бор, корејски бор у крајњем источном делу земље, дивљи кестен на Кавказу. На руском Далеком истоку су сисари смеђи медвед, евроазијски рис и јелен, амурски тигар, амурски леопард и азијски црни медвед. Такође постоји око 350 врста птица и овде се налази 30 одсто свих угрожених врста у Русији које укључују 48 јединствених угрожених врста. Угрожени месоједи укључују сибирског тигра, којих има 400, и амурског леопарда од којих је остало само 30, 2003. године.

## Географија
Географски, станиште тундре лежи у зони која се протеже од северне обале 60 до 420 км на југ; када се постепено претвара у простране и густе шуме тајге које укључују велики део Сибира, а затим у благо нагнуто степско земљиште са дрвећем само на обалама река. Три карактеристичне зоне су Кавказ на југу Русије, активни вулкански регион Камчатке на крајњем североистоку; и Приморска покрајина на крајњем југоистоку; у последњој су аутохтоне животиње и вегетација сроднији југоисточној Азији, а не Сибиру.
Регион тундре је у потпуности у арктичком кругу и најнегостољубивији је терен са вечним ледом који се простире на чак 1 450 м дубине чврстог леда. Тајга је највећа шума на свету која покрива 5 000 000 км² и чини 25% светских резерви дрвета. Зимска сезона је најоштрија са изузетно хладним условима. Када се снег овде отопи, тло постаје „сунђераста мочвара са језерима, барама и локвама“ Степска земља лежи од Вороњежа и Сенатова до области Кубањ северно од Кавказа. Простире се до југозападног Сибира. Топографија је равна и таласаста са доминацијом земље црнице. Регион дренира река Волга формирајући делту пре него што се улије у Каспијско језеро. Степа „уступа место“ алпским регионима у Кавказу са 6 000 веома разноликих биљних врста. Регион Камчатке има феномен геотермалног кључања мехурића са неколико вулкана од којих је 30 активних. Приморска покрајина има јединствено обележје монсунских шума. Истакнути облик копна овде је област Сихоте Алињ која се протеже на више од 1 000 км, паралелно са обалом.
 
Светски фонд за природу сврстао је руски дивљи свет у 13 биорегија које од 2012. године имају 101 заповедника (строго заштићена подручја) који покривају више од 33,5 милиона хектара и 38 националних паркова (заштићена подручја са спроведеним зонирањем). Заповедници су строго заштићени научни резервати природе под IUCN категоријом I. Заповедник Баргузински, био је први заповедник који је основан 1916. године и покривао је источну обалу Бајкалског језера. Заповедници покривају регион тундре на крајњем северу, степе (прерије) на југу, Црно море и Берингово море, обухватајући огромну разноликост територија и играјући пресудну улогу у очувању природе. Региони и број резервата у сваком од њих су: 8 у арктичком региону Русије, 20 резервата у Кола-Карелској и источноевропској шуми, 13 у источноевропској шумско-степи, степској и каспијској полупустињи, 9 у Уралским планинама, 6 на Кавказу (такође Национални парк Приелбрусје и Национални парк Сочински, 4 у Западно-сибирској шуми, 4 у Централном Сибиру, 8 у Алтај-Сајанском, 4 на Бајкалу (и Национални парк Забајкалски), 4 у Забајкалу, 15 у Амур-Сахалину и 5 на Камчатско-Охотском мору. Налазишта светске баштине која је под заштитом УНЕСКО-а су: Уралске шуме Коми, Бајкалско језеро, вулкани Камчатке, планине Алтај, западни Кавказ, Национални парк Куршскаја Коса, Централни Сихоте Алињ, слив Увс Нур на граници са Монголијом и резерват острва Врангел у Чукчијском мору на руском Далеком истоку.

## Законодавство
Законодавство о шумама из 1993. године Руске Федерације основни је правни оквир за управљање шумама. Принцип овог законодавства подвлачи савезни статус шума у спровођењу свих корисника шуме и уређује употребу шумског фонда, наводи правила шумарства, репродукције, очувања и заштите шума и друге норме и правила. Управљање шумским фондом је одговорност Савезне службе за шуме, која је даље делегирана шумарским окрузима.
Правила Одељења за дивљач заснивају се на Закону о заштити и коришћењу дивљих животиња из 1982. године, који дефинише врсте дивљачи на свим земљиштима, осим на заштићеним подручјима као што су Заповедници. 250 животињских врста и 500 биљних врста наведених у руској Црвеној књизи (од 1984. године) су у надлежности Министарства заштите животне средине и природних ресурса, која се ажурира. Врсте које нису дивљач нису обухваћене законском заштитом.
Нови нацрт закона о шумарству, који је део руског закона, регулише продају шуме приватним компанијама. Давање у закуп шума приватним фирмама које регулише централна влада даје се на период до 49 година.

## Флора
Ледена поља тундре на врху покривају лишајеви, маховине, траве и цвеће, који су девет месеци закопани под снегом. Овде постоји само неколико дрвећа и грмља које су у увијеном патуљастом стању, јер њихово корење не може продрети у вечни лед. Шума тајге је густо насељена смрекама, јелама, боровима и аришом. На шумском тлу појављују се трава, маховина, лишајеви, бобице и печурке. Степа се састоји од ратарских површина и травнатих површина. У делти Волге, лети се цветови каспијског лотоса у розе и белој боји шире по води. Регија Кавказа има 6000 биљних различитих врста, укључујући дивље цвеће. У Приморској покрајини постоји бујна монсунска шума која се прилично разликује од шуме тајге, а у њој су дрвеће и подраст прекривени лијанама и виновом лозом.

## Фауна
Због екстремних временских услова, дивље животиње у тундри су ограничене. Ирваси, који могу да поднесу температуре до -50 °C, овде успевају у великом броју; наводи се да је њихов број четири милиона. Леминзи су међу присутним глодарима. Остале врсте су поларна лисица, фоке, моржеви (близу Чукотке), поларни медведи и китови. У шумама тајге врсте укључују веверице, волухарице и леминге. Месождери су твор, мрки медвед, рис, вук, лисица, ждеравац и самур. Вапити, велики јелени око 2 м висине, уобичајени су у овом станишту. Степске животиње укључују дивљу свињу, као и 30 других врста сисара. Присутна је и мала врста антилопа позната као антилопа сајга. Животињске врсте у региону Кавказа су коза (две врсте планинских коза), дивља коза, угрожени муфлон (планинска овца), дивокоза (коза-антилопа), персијски леопард, мрки медвед и бизон. Врсте авифауне су брадати лешинар, белоглави суп, царски орао, соко пегавац, јастреб и снежни петао. Реке полуострва Камчатке обилују лососом због обогаћивања региона вулканским пепелом. Остале животињске врсте у овом региону су смеђи медведи са Камчатке, морске видре и орлови (предатори лососа са распоном крила од 2,5 м). Авифауна укључује њорке, морске птице и лабудове. Сибирски тигар је најистакнутија врста у Приморској покрајини; 2015. остало је 480 до 540. Присутан је и амурски леопард; само 30 од њих постоји, угрожени су због криволова. Остале врсте укључују вукове, самуре и азијске црне медведе. Национални парк Зов тигра основан је у овом региону као помоћ у очувању ових врста.